# Obraz Matki Boskiej Swojczowskiej
Obraz Matki Boskiej Swojczowskiej, Pani Wołynia, Matka Boska Otwocka – obraz przedstawiający Matkę Bożą z Dzieciątkiem Jezus, znajdujący się w prawej, bocznej kaplicy kościoła parafialnego św. Wincentego à Paulo w Otwocku. Powstał najprawdopodobniej w XVII wieku (typ Salus Populi Romani). Przez wiernych uważany za cudowny.

## Historia

### Legenda i fakty dotyczące powstania wizerunku
Według legendy, na początku XVII wieku żołnierze pełniący wartę w lesie niedaleko dzisiejszej miejscowości Swojczów, ujrzeli wizerunek Madonny z Dzieciątkiem wystawiony w nadrzewnej kapliczce. Wtedy też mieli doznać objawienia Maryi, która wydała im polecenie: „módlcie się i czuwajcie”. Odtąd na pytanie warty: „Stój, kto idzie?” odpowiadano „swój”, zaś warta odpowiadała „czuwaj”. Stąd pochodzi późniejsza nazwa osady. Kasztelan wołyński Jan Łahodowski w 1607 ufundował w miejscu wizji drewniany kościół, a następnie podczaszy wielki koronny Szczęsny Czacki wzniósł w 1787 murowaną świątynię.
W rzeczywistości obraz jest kopią wizerunku Matki Boskiej Śnieżnej, nieustalonego autorstwa, namalowany w XVII wieku. Nie jest znana dokładna data umieszczenia go w kościele pw. Narodzenia Najświętszej Marii Panny w Swojczowie. Znajdował się tam do 1943, kiedy to przestała istnieć parafia. Wizerunek otaczany był kultem przez katolików, unitów i prawosławnych. Świadczyły o tym wota przyczepiane do obrazu, a także srebrna sukienka i korony.

### Ukraiński mord
31 sierpnia 1943 ukraińscy nacjonaliści dokonali mordu na terenie miejscowości, oraz dwukrotnie, bezskutecznie próbowali wysadzić kościół parafialny.
Władysław Siemaszko z córką Ewą w swojej publikacji „Ludobójstwo dokonane przez nacjonalistów ukraińskich na ludności polskiej Wołynia”, opisali to wydarzenie:

W sierpniu 1943 r. oprócz pojedynczych morderstw doszło do napadu na jedną polską kolonię w Swojczowie, w której wymordowano ponad 80 Polaków. Wkrótce potem, w końcu sierpnia, w niedalekiej ukraińskiej wsi uchwalono, by „skończyć z Polakami”. Zgodnie z tą uchwałą 29 sierpnia 1943 r. w 14 miejscowościach parafii Swojczów wymordowano prawie 1000 Polaków. 30 sierpnia dokonywano wyłapywania Polaków, którzy nie zdążyli uciec, a 31 sierpnia uderzono na siedzibę parafii – Swojczów, ostatnią miejscowość parafii. [...] Rano tego dnia Ukraińcy, po obrabowaniu kościoła, dwukrotnie, bezskutecznie, usiłowali wysadzić w powietrze murowany kościół, gdzie w ołtarzu znajdował się obraz Matki Bożej. Po dwóch nieudanych próbach wysadzenia kościoła w powietrze, ktoś powiedział, że trzeba usunąć święty obraz.

Obraz udało się ocalić dwóm Ukrainkom, które zabrały go do cerkwi w Swojczowie. Dzięki temu ks. Stanisław Kobyłecki, mógł rozpocząć starania o przewiezienie obrazu do parafii we Włodzimierzu Wołyńskim, gdzie był proboszczem.

„W wyprawie po obraz uczestniczyli proboszcz Swojczowa ks. Franciszek Jaworski, byli mieszkańcy tej wsi Andrzej Rusiecki i jego córka Zofia oraz dwaj żołnierze niemieccy. W okolicznościach zagrożenia życia ze strony nacjonalistów ukraińskich, mimo ochrony niemieckiej, obraz został zabrany z cerkwi i przewieziony do kościoła farnego we Włodzimierzu Wołyńskim. I wówczas, jak podczas poprzedniej bytności Polek w Swojczowie, działano szybko i przez zaskoczenie. Podczas tej wyprawy ocalona została ponadto Polka z 9-letnim synkiem, przez 8 i pół miesiąca ukrywana z narażeniem życia przez sprawiedliwą rodzinę ukraińską – w bardzo złym stanie psychicznym została zabrana z dzieckiem ze Swojczowa do Włodzimierza. Niewątpliwie ks. Kobyłecki załatwił coś nadzwyczajnego i paradoksalnego: oto wrogi i antyreligijny okupant, narzędzie szatana, dał transport z eskortą, aby uratować święty obraz dla Kościoła katolickiego, którego duchowieństwo tenże okupant wyniszczał. I dalej: wraz z niemiecką eskortą po obraz mogli pojechać byli mieszkańcy Swojczowa Zofia Rusiecka ze swym ojcem oraz proboszcz Swojczowa ks. Jaworski – niedoszłe ofiary ukraińskich mordów, przed którymi chronili ich wtedy niemieccy wrogowie.

### Wizerunek w Otwocku
Pod koniec sierpnia 1944, po zarządzonej przez hitlerowców ewakuacji ludności z Włodziemierza Wołyńskiego, obraz został zabrany przez 27 Wołyńską Dywizję Piechoty Armii Krajowej. Żołnierze ofiarowali go Zgromadzeniu Sióstr Świętej Teresy od Dzieciątka Jezus w Świdrze. W 1945 ks. Ludwik Wolski, otwocki proboszcz, umieścił wizerunek w bocznej kaplicy kościoła św. Wincentego à Paulo. Obraz dwa razy poddawano konserwacji i restauracji. W 1987 renowacji dokonał profesor Marian Paciorek z Krakowa. Odnowiono również srebrną sukienkę, zdobiącą Madonnę.
Od 1986, w święto Narodzenia Najświętszej Maryi Panny (8 września), zaczęto rokrocznie obchodzić odpust Matki Boskiej Swojczowskiej.
27 września 1994 na prośbę Rady Miasta i Prezydenta Otwocka, ks. bp Kazimierz Romaniuk, w obecności swych biskupów pomocniczych, dokonał uroczystego aktu zawierzenia miasta Otwocka opiece Matki Bożej.
Koronacja obrazu miała miejsce 8 września 1998. Nowe korony ufundowała lokalna społeczność miasta. W uroczystości uczestniczył arcybiskup Lwowa, Marian Jaworski.